# Řád sv. Ondřeje
Řád svatého apoštola Ondřeje Prvozvaného (rusky Орден Святого апостола Андрея Первозванного), zkráceně také Řád svatého Ondřeje (Орден Святого Андрея) byl nejvyšší ruský řád udělovaný v letech 1698/9 až 1917. Řád založil car Petr I. Veliký jako první ruské vyznamenání západního typu. Po roce 1917 se stal rodinným řádem dynastie Romanových. Neoficiálně jej obnovila v roce 1988 ruská pravoslavná církev. V roce 1998 byl řád znovu založen jako nejvyšší vyznamenání Ruské federace.

## Historie
Řád sv. Ondřeje založil car Petr I. Veliký po vzoru západoevropských řádů. Prvním vyznamenaným byl admirál a maršál Fjodor Alexejevič Golovin, kterému car udělil řád 10. března 1699. Později se řádem dekoroval sám Petr Veliký a řádem byl odměněn také Alexandr Danilovič Menšikov. Petr Veliký řád neuděloval příliš často a nepovažoval za nutné stanovit přesný písemný statut řádu.
Řádový statut byl vydán až později carem Pavlem I. v rámci dokumentu "Imperátorské stanovy pro ruské rytířské řády" z roku 1797. K udělení tohoto řádu nebyly stanoveny žádné konkrétní podmínky. Jeho udělení záviselo plně na rozhodnutí vládnoucího ruského panovníka. Obecně se ale užíval k vyznamenávání vyšších státních úředníků a vojáků ve vysokých hodnostech. Podle Statutu o carské rodině měla na udělení řádu automaticky právo také všechna ruská velkoknížata při křtu. Knížata imperátorské krve řád získala po dovršení plnoletosti a knížata romanovské dynastie na základě rozhodnutí panovníka. Nositel řádu byl v rámci ruského systému hodností (Tabulka hodností) roven III. třídě (tj. hodnost generálporučíka nebo tajného rady). V rámci hierarchického pořadí byl nositel řádu sv. Ondřeje roven nositelům dalších čtyř nižších ruských vyznamenání – řádu sv. Alexandra Něvského, řádu Bílého orla I. třídy, Řádu sv. Anny I. třídy a Řádu sv. Stanislava I. třídy. Řádový svátek se slavil 30. listopadu.

## Třídy a pravidla nošení
Řád byl udělován pouze v jedné třídě s velkostuhou a hvězdou nebo řetězem a hvězdou.

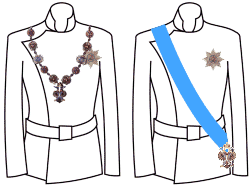
Dvě verze nošení řádu Sv. Ondřeje pro oficiální příležitosti. Zleva řetěz s hvězdou. Napravo velkostuha s hvězdou

## Vzhled řádu
Řádový odznak tvoří černě smaltovaný zlatý dvojhlavý orel, na němž je ve středu umístěn ondřejský kříž s postavou ukřižovaného sv. Ondřeje, patrona Ruska. Na konci každého ramena kříže jsou písmena v latince: S/A/P/R (Sanctus Andreus Patronus Russiae – Svatý Ondřej, patron Ruska). Orel je převýšený korunkou.

Hvězda řádu je osmicípá ve stříbře. V prostředním medailonu je vyobrazen dvojhlavý orel a kolem je páska s nápisem За веру и верность (Za víru a věrnost) na modrém podkladě. Výjimečně se udělovala hvězda provedená v briliantech

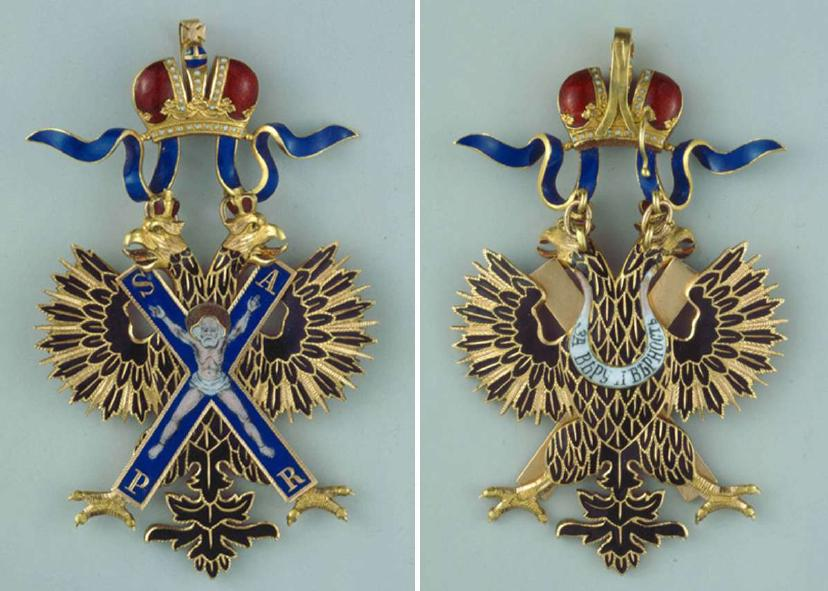
Odznak řádu zepředu a zezadu

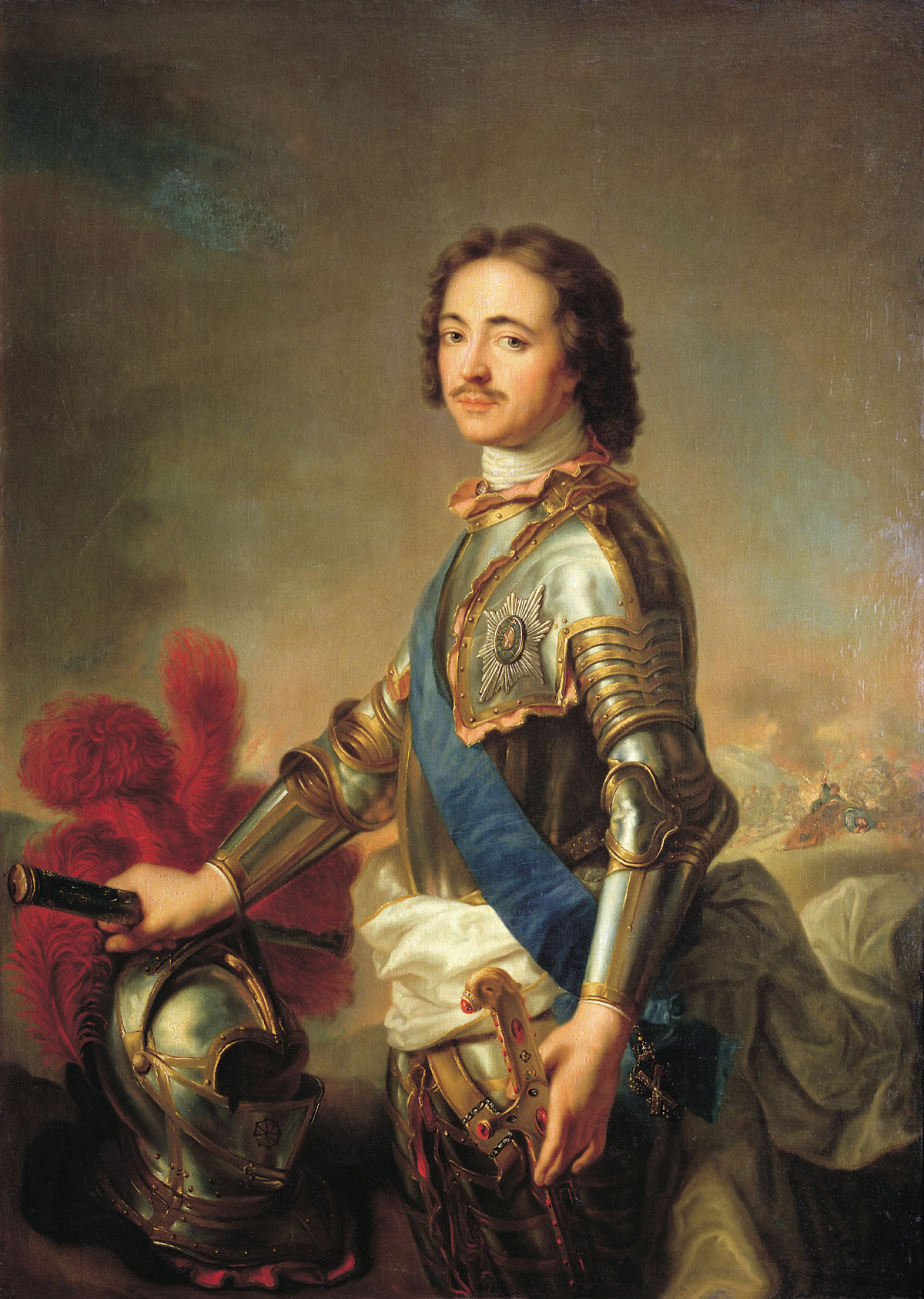
Car Petr I. Veliký s Řádem sv. Ondřeje

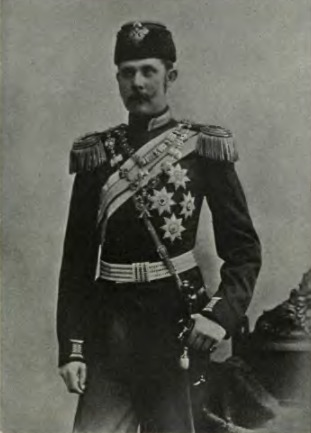
Arcivévoda František Ferdinand d'Este s Řádem sv. Ondřeje na řetěze a v ruské uniformě.

## Významní nositelé
Nositelem řádu byla od konce 18. století podle Statutu o carské rodině automaticky všechna ruská velkoknížata z rodu Holstein‑Gottorp‑Romanov. Vedle toho byla řádem vyznamenávána ruská aristokracie a významní ruští vojevůdci.

Nositelem řádu byl například arcivévoda František Ferdinand d'Este nebo maršál Jan Josef Radecký z Radče.